# Vourvouroú
Vourvouroú, en grec moderne : Βουρβουρού, est un village côtier du dème de Sithonie, district régional de Chalcidique, en Macédoine-Centrale, Grèce.
Selon le recensement de 2011, la population du village s'élève à 100 habitants.